# Bele Vode
Bele Vode (in serbo Беле Воде?) è un quartiere urbano della capitale serba di Belgrado. Si trova nel comune di Čukarica a Belgrado.

## Posizione
Bele Vode si trova nella parte sud-occidentale di Belgrado, come quartiere secondario occidentale di Žarkovo. Si trova ad ovest della Ibarska magistrala (autostrada di Ibar), delimitata da Žarkovo a nord, Cerak a est, Rupčine a sud e Makiš a ovest.

## Caratteristiche
Il nome del quartiere in serbo significa "acque bianche".
Bele Vode è nota per l'impianto idrico centrale di Belgrado situato lì, inclusa la "fabbrica dell'acqua".
La comunità locale (mesna zajednica) di Bele Vode nel comune di Čukarica aveva una popolazione di 14.255 abitanti nel 2002, prima di essere incorporata nella comunità locale di Žarkovo. Nel 1981 la popolazione ammontava a 11.920 persone, mentre secondo il censimento del 1991 gli abitanti scesero a 11.631.
Per decisione dell'allora presidente e comandante militare supremo Josip Broz Tito nel 1948, nelle vicinanze si trova l'Istituto Tecnico Militare di Belgrado (ex Istituto Tecnico Aeronautico – VTI Žarkovo). C'è una scuola elementare all'interno della comunità locale di Bele Vode inizialmente chiamata "Bele Vode", poi il nome fu cambiato in "Milentije Popović" (veterano della seconda guerra mondiale e membro del Partito Comunista della Jugoslavia). Ora il nome di questa scuola è "Miroslav Antić" (poeta, regista e giornalista serbo).
Una delle principali attrazioni del quartiere è l'omonimo parco, Park Bele Vode. Il parco è delimitato dalle strade Trgovačka a est, Zdravka Jovanovića a ovest, Krste Stetenovića a nord e dall'Istituto tecnico militare di Belgrado a sud. La via Belo Vrelo (ex Mate Jerkovića) divide il parco nella parte settentrionale e meridionale. Con una superficie di 7,7 ettari, esso è il parco più grande nei quartieri periferici e nei sobborghi di Belgrado. Il parco è stato completamente ricostruito e riaperto il 26 ottobre 2011. È stato modellato sul modello del Parco Tašmajdan, senza fontana ma con l'aggiunta di campi sportivi.

## L'Azbestno Naselje
Un blocco di 28 edifici nella parte centrale di Bele Vode fu costruito nel 1966 come complesso sperimentale e insediamento temporaneo per i successivi 20 anni. Tuttavia, gli abitanti non furono reinsediati dopo il 1986, e a metà degli anni '90 si scoprì che gli edifici erano stati costruiti utilizzando amianto cancerogeno al posto del cemento, quindi avrebbero dovuto essere svuotati dopo 20 anni. Gli inquilini iniziarono una campagna per la demolizione dell'insediamento (che divenne noto come Azbestno Naselje, in serbo per "insediamento di amianto") sostenendo il deterioramento della salute e un tasso di insorgenza di cancro superiore alla media (compresi i decessi), a causa dell'amianto velenoso. L'amministrazione cittadina promise aiuto ma rifiutò di accettare che l'amianto fosse il responsabile dei problemi di salute degli inquilini. Tuttavia, dopo oltre 10 anni di proteste e campagne, la demolizione di 14 edifici iniziò nel giugno 2006 e venne completata nel 2011. Man mano che il quartiere viene ricostruito, verranno ricostruite o costruite nuove strade, parcheggi e infrastrutture stradali. Il problema è che gli edifici contenenti amianto rappresentano una minaccia per l'ambiente, quindi non possono essere semplicemente demoliti, ma devono essere decostruiti, quindi il processo è molto lento. La rimozione dei pannelli di amianto (tetto e facciata) da un edificio richiede 40 giorni. L'istituto cittadino per la sanità pubblica supervisiona la demolizione e misura la concentrazione di polveri di amianto nell'aria. I pannelli vengono rimossi manualmente e costantemente annaffiati per evitare la dispersione di polvere. Vengono poi imballati in uno speciale materiale di imballaggio, inviati al deposito temporaneo nella città di Ruma, nella provincia della Vojvodina, e poi inviati in Germania per il riciclaggio. Quando l'edificio sarà completamente demolito, verrà rimosso anche lo strato di terra sottostante spesso 5 centimetri. Il nuovo complesso è stato ufficialmente denominato Blok 1 nel 2011.

## Galleria d'immagini

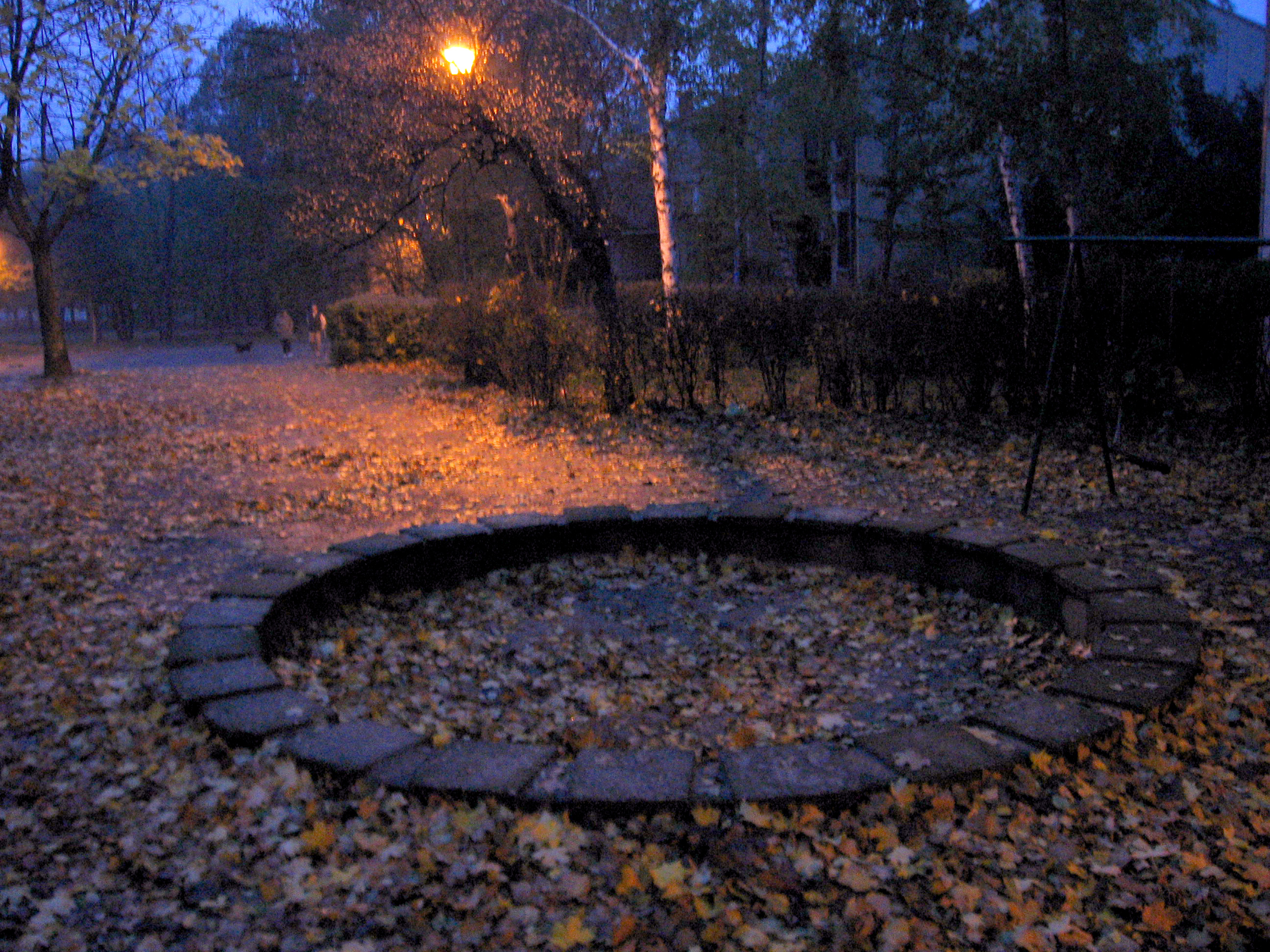
Campi da gioco a Park Bele Vode
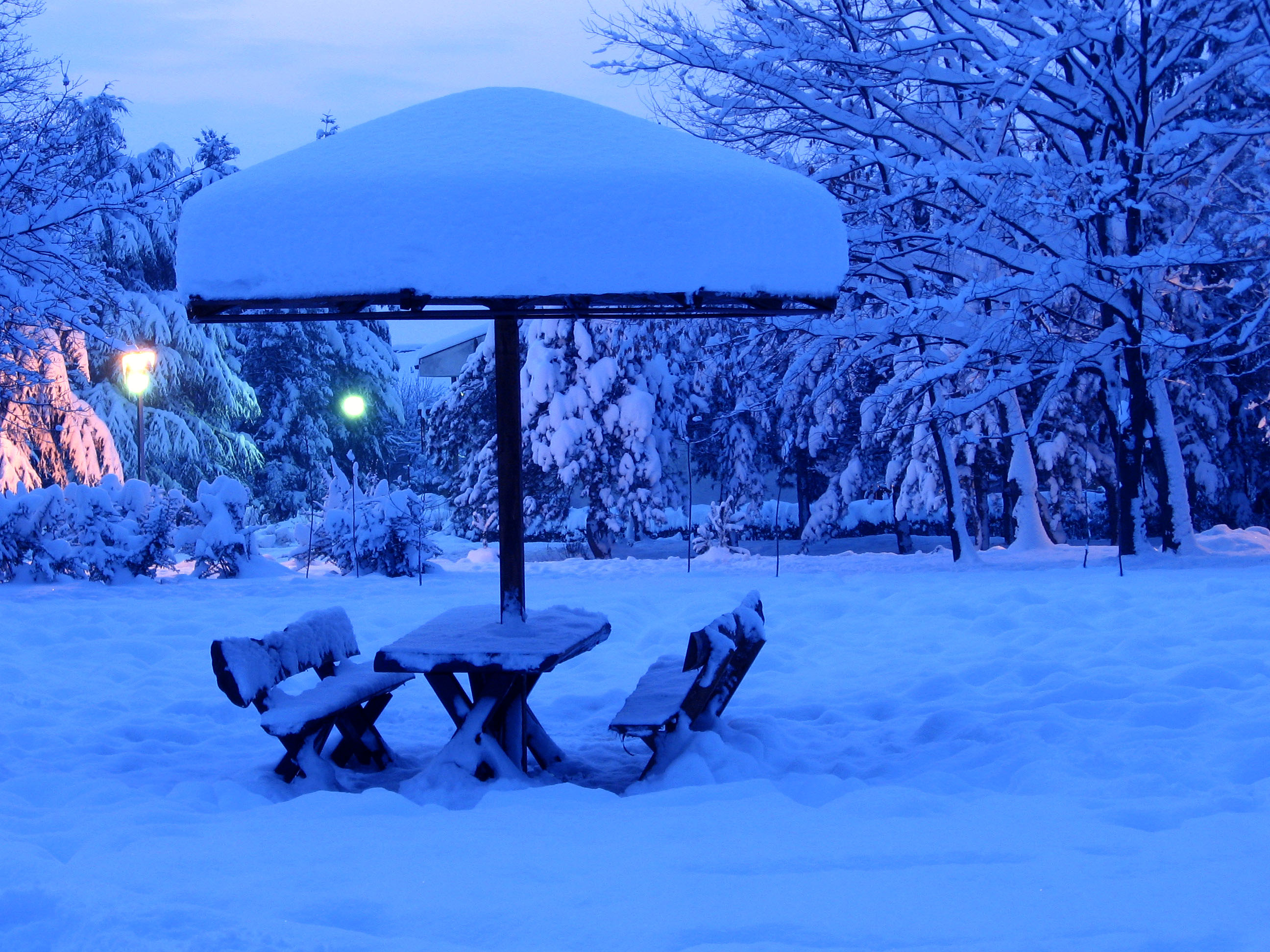
Park Bele Vode in inverno
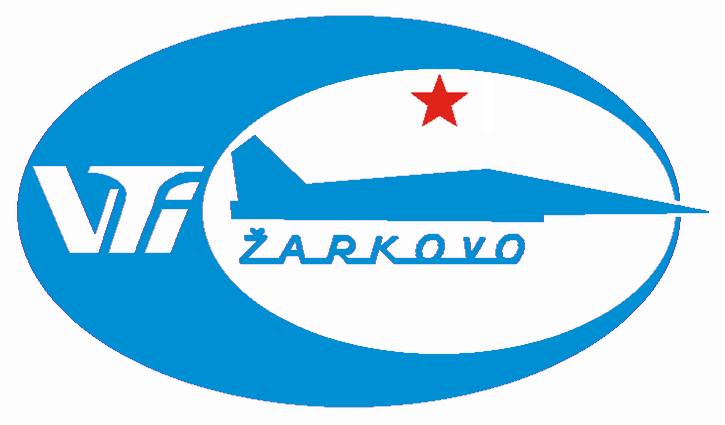
Logo dell'ex Istituto Tecnico Aeronautico Zarkovo, intorno al 1990